# Zygmunt Brejnak

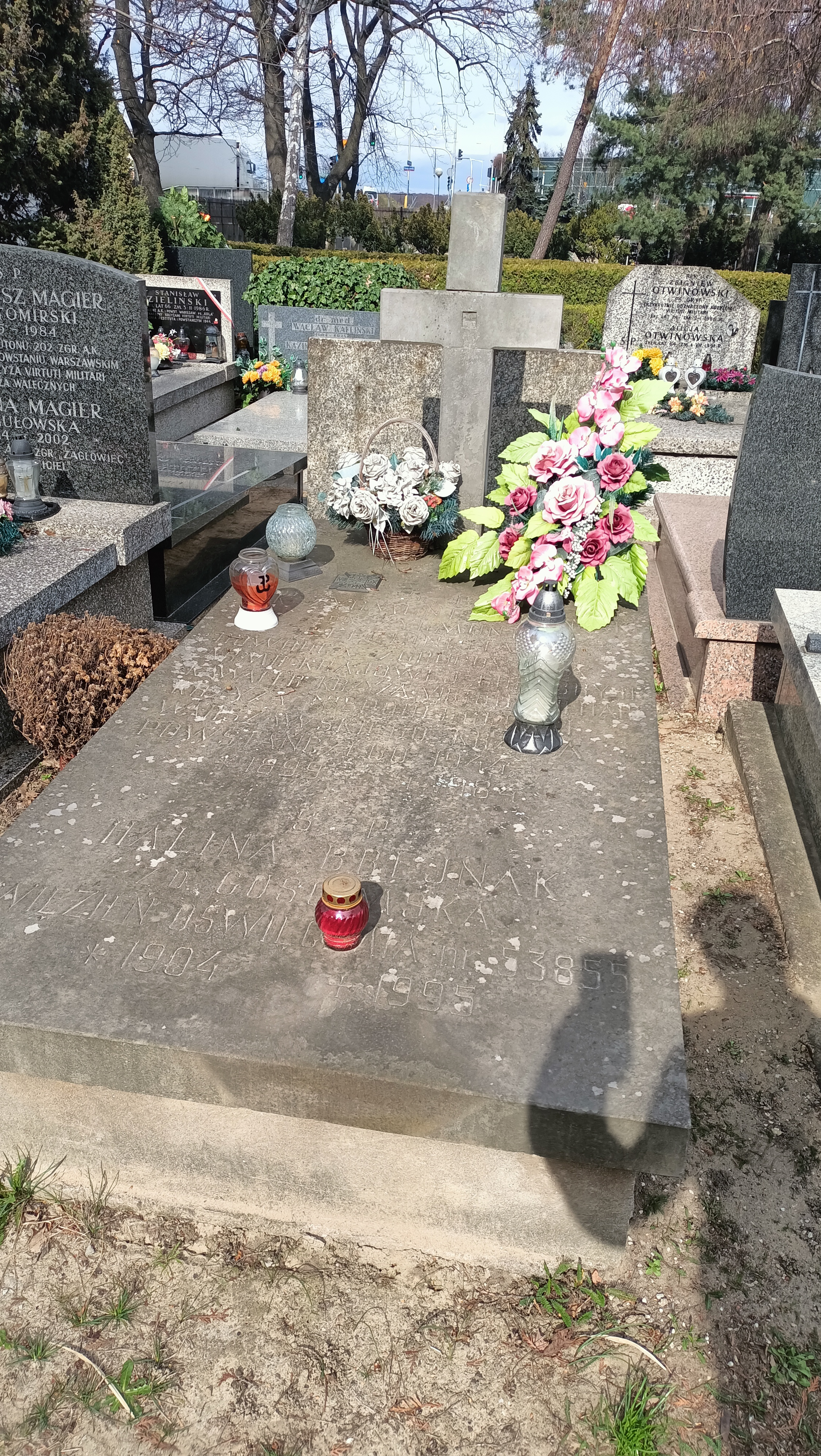
Grób Zygmunta Brejnaka na cmentarzu wojskowym na Powązkach

Zygmunt Brejnak ps. Zygmunt, 1094 (ur. 2 kwietnia 1899 w Warszawie, zm. 24 listopada 1984 w Nowym Drzewiczu) – żołnierz Wojska Polskiego i podziemia niepodległościowego w czasie II wojny światowej, podpułkownik, dowódca Zgrupowania „Chrobry II”, kawaler Krzyża Srebrnego Orderu Virtuti Militari.

## Życiorys
Urodził się w rodzinie Jana i Walerii z d. Kędzierska. Żołnierz 2 pułku piechoty z którym brał udział w walkach podczas wojny polsko-bolszewickiej. W 1918 dowódca plutonu w 30 pułku strzelców Kaniowskich, a następnie w 19 pułku piechoty.
W lipcu 1922 został powołany do służby czynnej w Baonach Celnych z równoczesnym oddaniem do dyspozycji Głównej Komendy Baonów Celnych. Był porucznikiem rezerwy piechoty z przydziałem w rezerwie do 30 pułku Strzelców Kaniowskich w Warszawie.
Zweryfikowany w stopniu porucznika ze starszeństwem z dniem 1 czerwca 1919 roku w korpusie oficerów rezerwy artylerii. W 1934 roku pozostawał w ewidencji Powiatowej Komendy Uzupełnień Warszawa Miasto III. Posiadał przydział w rezerwie do 3 pułku artylerii ciężkiej w Wilnie.
W czasie konspiracji działał w Narodowej Organizacji Wojskowej (NOW). Podczas powstania warszawskiego był członkiem sztabu Zgrupowania Chrobry II - I Obwód „Radwan” (Śródmieście) AK. W dniach 3–4 sierpnia pełnił funkcję zastępcy dowódcy Zgrupowania, od 4 do 27 sierpnia był jego dowódcą, natomiast od 4 września do 2 października pełniącym obowiązki dowódcy Zgrupowania. Po powstaniu dostał się do niewoli niemieckiej. Przebywał w 
Oflagu II C Woldenberg.
Otrzymał awans do stopnia podpułkownika. Po zakończeniu wojny wrócił do Polski i osiedlił się w okolicach Wrocławia, a następnie w Nowym Drzewiczu, gdzie zmarł.
Został pochowany na Cmentarzu Komunalnym na Powązkach (kwatera D4-4-6).

## Życie prywatne
Żonaty z Haliną z. d. Gościmska. Mieli syna Anatola (ur. 1926).

## Odznaczenia
- Krzyż Srebrny Orderu Virtuti Militari nr 12333 (2.10.1944)[1]
- Krzyż Walecznych – trzykrotnie[8]
- Krzyż Niepodległości[8]